# Richard Whiting

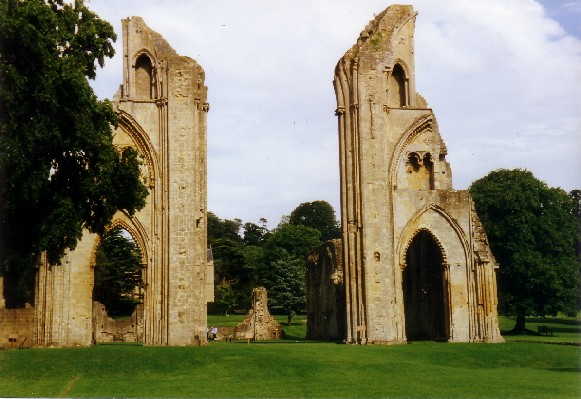
Abbazia di Glastonbury

Richard Whiting (Wrington, dopo il 1460 – Glastonbury, 15 novembre 1539) è stato un abate inglese. È stato il sessantunesimo ed ultimo abate di Glastonbury nella cui abbazia vestì l'abito dell'Ordine di San Benedetto e dove rimase per tutta la vita, sino al martirio a causa della fede cattolica e della fedeltà al romano pontefice nel contesto della riforma inglese.

## Biografia
Conosciuto anche come Arturo di Clastonburgh, nacque a Wrington, nel Somerset dopo il 1460.
Inviato all'Università di Cambridge per gli studi, ritornò al monastero magister artium nel 1483, probabilmente per insegnarvi. Fu ordinato presbitero a Wells il 6 marzo 1501 dal vescovo Thomas Cornish, ausiliare di Exeter.
Nel 1505 riprese gli studi a Cambridge, conseguendo il titolo di Doctor Theologiae. Nella sua abbazia divenne camerarius, fino al 3 marzo 1525, quando il cardinale Thomas Wolsey lo nominò abate su richiesta dei monaci. Durante il suo abbaziato il monastero non ebbe difficoltà particolari: i visitatori reali trovarono florida l'abbazia e abate e monaci ritennero di poter prestare il Giuramento di Supremazia, superando così quel primo momento di crisi. Tuttavia nel 1539 fu decretata la soppressione di tutti i monasteri e conventi inglesi. Tre commissari reali visitarono l'abbazia di Glastonbury, trovandovi documenti ai quali imputarono carattere di ostilità al re e intimarono all'abate Richard di consegnare il monastero e i suoi beni. Davanti al suo rifiuto procedettero subito all'arresto, accusandolo di «un animo corrotto e traditore contro la maestà del re e della sua successione».
Imprigionato nella Torre di Londra, fu sottoposto ad un processo sommario, celebrato forse a Londra o a Wells, venne condannato a morte e giustiziato il 15 novembre 1539, insieme ai due confratelli Roger James e John Thorne. Impiccato, sventrato e squartato come voleva la legge, il capo del martire venne esposto alla porta del monastero, mentre i quarti del corpo furono esposti a Wells, a Bridgwater, a Ilchester e a Bath.
Con la sua morte finì per sempre anche l'abbazia di Glastonbury, il più antico monastero inglese, risalente almeno al VI secolo, divenuto nel corso dei secoli un importante e celebre luogo di pellegrinaggio, d'arte e di scienza, e che sino alla Riforma aveva goduto di una grande prosperità.

## Il culto
Richard Whiting è stato beatificato da papa Leone XIII nel 1895 all'onore degli altari.